# Karlikowskie Jezioro

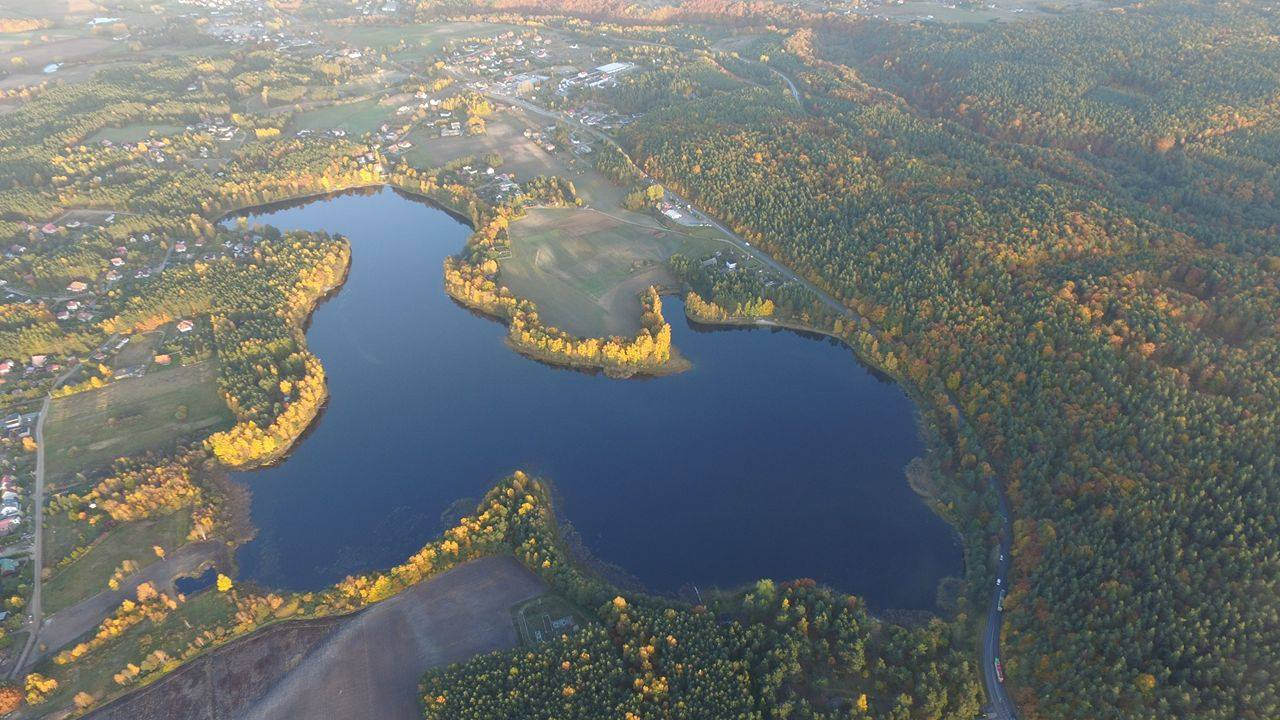
Jezioro Karlikowskie z lotu ptaka. Zdjęcie wykonane jesienią 2015 r.

Karlikowskie Jezioro (kaszb. Kôrlëkòwsczé Jezoro) – wytopiskowe jezioro lobeliowe we wsi Borowo w północnej Polsce, w powiecie kartuskim (województwo pomorskie). Nad południowym brzegiem jeziora znajdują się kemping i sezonowe kąpielisko.
Według urzędowego spisu opracowanego przez Komisję Nazw Miejscowości i Obiektów Fizjograficznych (KNMiOF) nazwa tego jeziora to Karlikowskie Jezioro. W różnych publikacjach i na mapach topograficznych jezioro to występuje pod nazwą Jezioro Karlikowskie lub Karlikowo.
Powierzchnia zwierciadła wody według różnych źródeł wynosi od 31,0 ha do 28,1 ha.
Głębokość maksymalna jeziora wynosi 5,8 m lub 5,4 m.
W oparciu o badania przeprowadzone w 1992 roku wody jeziora zaliczono do II klasy czystości.
Niegdyś przy południowo-zachodnim brzegu znajdował się duży ośrodek wypoczynkowy. Jezioro intensywnie wykorzystywane rekreacyjnie i wędkarsko. Woda zielona, zakwita już w maju.